# El Cajón
El Cajón är en ort i Mexiko.   Den ligger i kommunen Xicotepec och delstaten Puebla, i den sydöstra delen av landet, 160 km nordost om huvudstaden Mexico City. El Cajón ligger 796 meter över havet och antalet invånare är 223.
Terrängen runt El Cajón är kuperad åt sydost, men åt nordväst är den bergig. Runt El Cajón är det ganska tätbefolkat, med 149 invånare per kvadratkilometer. Närmaste större samhälle är Xicotepec de Juárez, 5,2 km sydväst om El Cajón. I omgivningarna runt El Cajón växer i huvudsak städsegrön lövskog.